# Les Voleuses
 (février 2021).
Les Voleuses (Daylight Robbery) est une série télévisée britannique en 8 épisodes de 50 minutes créée par Jane Hewland
Cameron McAllister et diffusée entre le 9 septembre 1999 et le 18 décembre 2000 sur ITV.
En France, la série a été diffusée à partir du 19 juillet 2002 sur M6 et rediffusée sur Téva.

## Synopsis
Un braquage a lieu en plein jour dans un supermarché britannique. Val, caissière, et sa jeune sœur Paula, employée pendant quelques jours dans la même grande surface, assistent à la scène. Pour Paula, en quête permanente d'émotions fortes, c'est une révélation. Elle se met à fantasmer et à s'imaginer à la place des voleurs. Val, de son côté, a bien d'autres soucis en tête. Depuis huit ans, elle tente en vain d'avoir un enfant avec son mari Alan, qu'elle aime profondément. Et puis, voilà qu'après avoir craqué une seule fois pour Marcus, un Black, qui est le meilleur copain d'Alan, elle est enceinte. Val se retrouve donc dans une situation inextricable

## Distribution
- Michelle Collins: Kathy Lawrence
- Emily Woof: Paula Sullivan
- Martin Crewes (en): Anthony Sullivan
- John Salthouse:  DI Finch
- Lesley Sharp:  Carol Murphy

## Épisodes

### Première saison (1999)
1. Les voleuses : 1ère partie
2. Les voleuses : 2ème partie

### Deuxième saison (2000)
1. Les voleuses en cavale : 1ère partie
2. Les voleuses en cavale : 2ème partie